# Amadeus av Savojen-Aosta (1898–1942)
Amadeus av Savojen-Aosta (italienska: Amedeo di Savoia-Aosta), född 21 oktober 1898 i Turin i Italien, död 3 mars 1942 i Nairobi i Kenyakolonin, var en italiensk general, pilot och hertig av Aosta. Han var kusinbarn till den italienske kungen Viktor Emanuel III och under andra världskriget var Amadeus generalguvernör över Italienska Östafrika.

## Biografi
Amedeo föddes i Turin som son till hertig Emmanuel Filiberto och prinsessan Hélène av Orléans. Hans farfars far var kung Viktor Emanuel II, vilket gjorde honom till medlem av huset Savojen. Från födseln var han känd under titeln "hertig av Apulien".
Amedeo var en väldigt lång man. Enligt Amedeo Guillet tilltalades han en gång av en journalist som "ers höghet", hertigen svarade då: "198 centimeter".
Amedeo utbildades på Eton College och Oxford University. Han odlade brittiska vanor, talade Oxfordengelska, han tyckte till och med om saker som engelsk rävjakt och hästpolo. Han gick in i den italienska armén och kämpade betydligt inom artilleriet i det första världskriget. Han lämnade den italienska armén 1921, och reste i Afrika. Senare gick han åter in i den italienska armén och tjänade under marskalk Rodolfo Graziani i pacificeringen av Libyen.
År 1932, strax efter att Amedeo hade efterträtt sin far som hertig av Aosta, gick han in i flygvapnet, och blev guvernör över Etiopien efter den italienska erövringen 1937. Efter det andra italiensk-etiopiska kriget, blev han generalguvernör (och sedan överbefälhavare) över Italienska Östafrika 1940, där han ledde han de italienska styrkorna i det östafrikanska fälttåget samma år. Han övervakade erövringen av Brittiska Somaliland och det efterföljande försvaret av det italienska afrikanska imperiet. Oförmögen att räkna med den brittiska motinvasionen, kapitulerade han vid Amba Alagi nära Gondar den 18 maj 1941.
Kort efter sitt nederlag avled hertigen av Aosta av tuberkulos och malaria som krigsfånge i Nairobi i Kenya den 3 mars 1942. Han efterträddes av sin bror hertig Aimone.
Amedeo var välkänd och högt skattad eftersom han ansågs vara en gentleman. Vid ett tillfälle, innan han flydde sitt högkvarter i Addis Ababa, skrev han ett brev till britterna där han tackade dem i förväg för att ha skyddat kvinnorna och barnen i städerna. Greve Galeazzo Ciano, den italienska utrikesministern under Mussolini (som också var hans svärfar), gav Amadeo många komplimanger i sina kända dagböcker. När han fick nyheten om hertigens död skrev Ciano, "Så dör bilden av en prins och en italienare. Enkel i sitt sätt, bred i sitt perspektiv, och mänsklig i anden." 
Kejsar Haile Selassie av Etiopien var också imponerad av noggrannheten och respekten som hertigen visade den landsflyktige kejsarens personliga tillhörigheter som han lämnat kvar i Addis Abeba. Som ett utslag av tacksamhet under sitt besök i Italien vid sitt statsbesök 1953 bjöd kejsaren in hertiginnan av Aosta till te under sitt besök i Milano. Han fick dock ett meddelande från regeringen att det skulle såra republiken och kejsaren ställde in mötet. Istället bjöd kejsaren in den femte hertigen av Aosta i mitten av sextiotalet, och behandlade honom som en kunglighet exakt efter vad protokollet krävde.

## Familj
Han gifte sig den 5 november 1927 i Neapel med prinsessan Anne av Orléans, dotter till prins Jean av Orléans, med titeln hertig av Guise, och hans kusin och hustru prinsessan Isabelle av Orléans (dotter till prins Ludvig Filip av Orléans och Maria Isabel). Med födseln hade alltså både hertigen och hertiginnan ett avlägset krav på den spanska kronan. 
De fick två döttrar:
- Margherita av Savojen-Aosta Isabella Maria Vittoria Emanuela Elena Gennara (född 7 april 1930). Gifte sig 1953 med ärkehertig Robert av Österrike-Este, andre son till den siste österrikiske kejsaren Karl I, och fick tre söner och två döttrar.
- Maria Cristina Giusta Elena Giovanna (född 10 september 1933), gifte sig 1967 med prins Casimiro av Bägge Sicilierna, härstammande från spanska prinsar av huset Bourbon som regerade i Sicilien, och fick två söner och två döttrar.

Margheritas äldste son ärkehertig Lorenz, för närvarande hans kungliga höghet prins Lorenz av Belgien (från den 10 november 1995) i kraft av sitt gifte med prinsessan Astrid av Belgien, enda dotter till kung Albert II. Deras två söner och tre döttrar är medlemmar av den belgiska kungafamiljen, och använder efternamnet "de Belgique" eller andra varianter.

## Utmärkelser
- Storkorset av Karl III:s orden,  19 maj 1928[4]
- Minnesmedalj för italiensk-österrikiska kriget 1915-1918
- Storkorsriddare av Italienska kronorden
- Minnesmedalj för Italiens enande
- De allierades segermedalj
- Minnesmedalj för den militära operationen i Östafrika
- Italiens krigsförtjänstkors
- Militär tapperhetsmedalj i silver
- Guldmedalj för militär tapperhet
- Riddare av Savojens civila orden
- Bronsmedalj för långa befälsperioder i italienska militären
- Förtjänstmedalj för volontärer i den östafrikanska kampanjen 1935-1936
- Riddare av Annunziataorden
- Officer av Savojens militärorden
- Storkorsriddare av Sankt Mauritius och Sankt Lazarusorden
- Bronsmedalj för långvarig flygnavigering

[Redigera Wikidata]